# 신새
신새(神璽)는 중국 북량(北凉) 문왕(文王)의 첫 번째 연호이다. 397년 5월에서 399년 정월까지 1년 9개월 동안 사용하였다. 397년 5월, 후량(後凉)으로부터 자립한 저거몽손(沮渠蒙遜)은 건강(建康)의 태수 단업(段業)을 옹립하여 대도독-용양대장군-양주목-건강공(大都督、龍驤大將軍、涼州牧、建康公)이라 하고 개원하였다.
같은 시기에 사용된 다른 연호로는 동진(東晉)에서 사용한 융안(隆安 : 397년 ~ 401년), 후연(後燕)에서 사용한 영강(永康 : 396년 ~ 398년), 청룡(靑龍 : 398년), 건평(建平 : 398년), 장락(長樂 : 399년 ~ 401년), 후진(後秦)에서 사용한 황초(皇初 : 394년 ~ 399년), 서진(西秦)에서 사용한 태초(太初 : 388년 ~ 400년), 후량(後凉)에서 사용한 용비(龍飛 : 396년 ~ 399년), 남량(南凉)에서 사용한 태초(太初 : 397년 ~ 399년), 북위(北魏)에서 사용한 황시(皇始 : 396년 ~ 398년), 천흥(天興 : 398년 ~ 404년)이 있다.

## 연대대조표
| 신새                | 원년            | 2년                                 | 3년             |
| 서력                | 397년           | 398년                               | 399년           |
| 육십간지 (六十干支) | 정유(丁酉)      | 무술(戊戌)                          | 기해(己亥)      |
| 동진 (東晉)         | 융안(隆安) 원년 | 2년                                 | 3년             |
| 후연 (後燕)         | 영강(永康) 2년  | 3년 청룡(靑龍) 원년 건평(建平) 원년 | 장락(長樂) 원년 |
| 후진 (後秦)         | 황초(皇初) 4년  | 5년                                 | 6년             |
| 서진 (西秦)         | 태초(太初) 10년 | 11년                                | 12년            |
| 후량 (後凉)         | 용비(龍飛) 2년  | 3년                                 | 4년             |
| 남량 (南凉)         | 태초(太初) 원년 | 2년                                 | 3년             |
| 북위 (北魏)         | 황시(皇始) 2년  | 3년 천흥(天興) 원년                 | 2년             |

## 같이 보기
- 중국의 연호

| 이전 연호 - | 중국의 연호 북량(北凉) | 다음 연호 천새(天璽) |